# Wydania Nintendo DS
Zasugerowano, aby zintegrować ten artykuł z artykułem  Nintendo DS (dyskusja). Nie opisano powodu propozycji integracji.
Konsola Nintendo DS została wydana w:
- Ameryce Północnej 21 listopada 2004
- Japonii 2 grudnia 2004
- Australii i Nowej Zelandii 24 lutego 2005
- Europie 11 marca 2005
- Chinach 23 lipca 2005

## Ameryka Północna i Japonia
Nintendo DS zostało wydane w Ameryce Północnej dnia 21 listopada 2004 roku w cenie 149,99 dolarów amerykańskich; w Japonii miało swą premierę 2 grudnia tego samego roku z ceną początkową 15 000 jenów. Złożono tam ponad trzy miliony zamówień, które rozpoczęły się w sklepach internetowych 3 listopada i zakończyły tego samego dnia, ponieważ sprzedawcy wyprzedali cały towar. Początkowo firma Nintendo planowała dostarczyć łącznie milion jednostek na premiery w Ameryce Północnej i Japonii, jednak gdy kierownictwo spostrzegło liczbę zamówień, zakupiło kolejną fabrykę, aby podnieść produkcję. Początkowo korporacja przeznaczyła 300 000 konsoli na debiut w Stanach; dostarczono 550 000, z czego ponad 500 000 z nich sprzedano w ciągu pierwszego tygodnia. W 2005 roku sugerowana cena detaliczna konsoli spadła do 129,99 $.
Oba wydania okazały się sukcesem, wartym uwagi jest fakt, iż Nintendo zdecydowała się wydać DS najpierw w Ameryce Północnej, a nie Japonii, co odnotowano po raz pierwszy w historii wydań sprzętu firmy z Kioto. Wybór ten podyktowany był chęcią wydania konsoli w największy dzień handlowy w Stanach Zjednoczonych (dzień po Święcie Dziękczynienia, znany tam jako „czarny piątek”). Być może właśnie z powodu daty premiery DS spotkał się nieoczekiwanie wielkim popytem w Stanach, co zaowocowało milionem sprzedanych sztuk do 21 grudnia 2004. Do końca grudnia na całym świecie dostarczono 2,8 miliona jednostek, o ok. 800 000 więcej od wstępnych przewidywań Nintendo. Przynajmniej 1,2 miliona z nich sprzedano w Stanach. Niektórzy reporterzy przemysłowi określali zjawisko jako „Tickle Me Elmo roku 2004”. W lipcu 2005 firma Nintendo poinformowała, że sprzedano łącznie 6,65 miliona urządzeń na całym świecie.

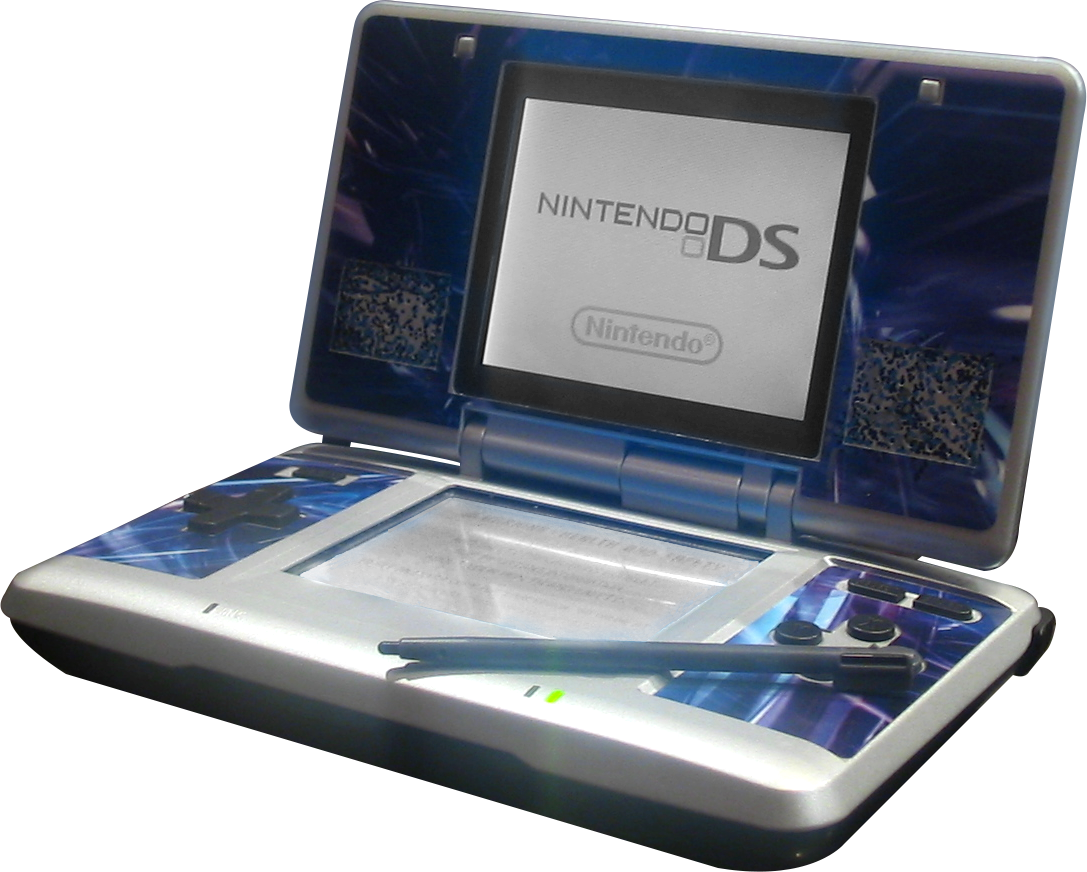
Nintendo DS o niebieskim motywie

Niektóre konsole miewały martwe piksele na dowolnym z dwóch ekranów, co jest normą wśród urządzeń elektronicznych. Zasady zwrotów ze względu na wadliwe wyświetlacze LCD są różne w zależności od producenta i regionu, jednak w Ameryce Północnej Nintendo zadecydowało, że wymieni wadliwe urządzenia tylko wtedy, gdy właściciel stwierdzi, iż przeszkadza mu to w grze. Aktualnie działają dwa programy wymiany w Ameryce Północnej. W pierwszym właściciel urządzenia musi dostarczyć numer ważnej karty kredytowej, po czym Nintendo dostarczy nową konsolę właścicielowi wraz z przesyłką umożliwiającą odesłanie wadliwego produktu. W drugim właściciel DS musi dostarczyć swoją konsolę Nintendo do inspekcji. Po niej technicy Nintendo wyślą zastępczy model lub naprawią wadliwy towar. Pierwsza opcja umożliwia otrzymanie nowej konsoli w ciągu 3–5 dni roboczych.

### Gry wydania północnoamerykańskiego
Wraz z konsolą wydano następujących 11 gier w okresie premiery urządzenia (30 dni poczynając od 21 listopada 2004):
- Asphalt Urban GT (Ubisoft),
- Feel the Magic: XY/XX (znane też jako Project Rub) (Sega),
- Madden NFL 2005 (Electronic Arts),
- Mr. Driller: Drill Spirits (Namco),
- Ping Pals (THQ),
- Ridge Racer DS (Namco),
- Spider-Man 2 (Activision),
- Sprung (Ubisoft),
- Super Mario 64 DS (Nintendo),
- The Urbz: Simowie w Mieście (Electronic Arts),
- Tiger Woods PGA Tour (Electronic Arts).

Podczas premiery dołączano do konsoli obok wbudowanego programu PictoChat wersję demonstracyjną gry Metroid Prime Hunters firmy Nintendo wydanej w marcu 2006 roku – Metroid Prime Hunters: First Hunt. Podczas premiery DS Electric Blue, Nintendo dołączało do jednostki grę Super Mario 64 DS.

### Gry wydania japońskiego
W dniu pierwszego wydania urządzenia (2 grudnia 2004) swoją premierę miały następujące gry:
- Daigasso! Band Brothers (Nintendo),
- Chokkan Hitofude (Polarium) (Nintendo),
- Cool104 Joker & Setline (Aruze),
- Kimi no Tame Nara Shineru (dosł. „Oddałbym za ciebie życie” znane również jako Project Rub lub „Feel the Magic: XY/XX”) (Sega),
- Kensyūi „Dokuta Tendo” (Spike),
- Mahjong Taikai (Koei),
- Mr. Driller: Drill Spirits (Namco),
- Pokémon Dash (Nintendo),
- Super Mario 64 DS (Nintendo),
- The Urbz: Simowie w Mieście (Electronic Arts),
- WarioWare: Touched! (Nintendo),
- Zoo Keeper (Success).

Podczas okresu wydania wydano następujące gry:
- The Prince of Tennis 2005 -Crystal Drive- (Konami),
- Puyo Puyo Fever (Sega).

## Europa
Konsola została wydana w Europie 11 marca 2005 w cenie startowej wynoszącej 149 euro. Wcześniej poprzez Nintendo Stars Catalogue dostępna była mała liczba DSów w pakiecie z promocyjną koszulką „vipowską”, Metroid Prime Hunters – First Hunt, demem WarioWare: Touched! i przedpremierową wersją Super Mario 64 DS; pakiet został wyceniony na 129,99 funtów w Wielkiej Brytanii i 189,99 euro dla reszty Europy oraz dodatkowo 1000 „gwiazdek”, punktów lojalnościowych Nintendo (w celu pokrycia kosztów przesyłki). Do 23 stycznia na terenie Europy sprzedano milion konsoli ustanawiając tym samym rekord sprzedaży dla urządzeń podręcznych.
Europejska wersja DS, podobnie do amerykańskiej, była dostarczana podczas premiery z demem Metroid Prime Hunters – First Hunt, czego zaprzestano po tym okresie. Opakowanie wydania europejskiego jest zauważalnie „agresywniejsze” od odpowiedników amerykańskiego i japońskiego.
Europejskie opakowania na gry są ok. 0,6 cm grubsze od opakowań wykorzystywanych w Ameryce Północnej; są również przezroczyste, a nie czarne. Wewnątrz znajduje się miejsce na jeden game pak (kartridż) Game Boy Advance oraz kartridż DS z instrukcjami po lewej stronie opakowania.

### Gry wydania europejskiego
- Asphalt Urban GT (Ubisoft),
- Mr. Driller: Drill Spirits (Namco),
- Ping Pals (THQ),
- Pokémon Dash (Nintendo),
- Polarium (Nintendo),
- Project Rub (znane też jako Feel the Magic: XY/XX) (Sega),
- Rayman DS (Ubisoft),
- Robots (VU Games),
- Spider-Man 2 (Activision),
- Sprung (Ubisoft),
- Super Mario 64 DS (Nintendo),
- Tiger Woods PGA Tour (Electronic Arts),
- The Urbz: Simowie w Mieście (Electronic Arts),
- WarioWare: Touched! (Nintendo),
- Zoo Keeper (Ignition).

## Australia i Nowa Zelandia
W Australii i Nowej Zelandii DS został wydany 24 lutego 2005 roku. Cena detaliczna wynosiła odpowiednio 199 dolarów australijskich oraz 249 dolarów nowozelandzkich. Podobnie jak w Ameryce Północnej do zestawu dołączano demo Metroid Prime Hunters – First Hunt.
Pierwszy tydzień sprzedaży urządzania pobił wszelkie dotychczasowe rekordy premierowej wyprzedaży konsoli: od czwartku 24 lutego do końca pracującej niedzieli 27 lutego sprzedano 19 191 sztuk.

### Gry wydania australijskiego i nowozelandzkiego
- Asphalt Urban GT (Ubisoft),
- Ping Pals (THQ),
- Spider-Man 2 (Activision),
- Sprung (Ubisoft),
- Super Mario 64 DS (Nintendo),
- Tiger Woods PGA Tour (Electronic Arts),
- WarioWare: Touched! (Nintendo),
- Zoo Keeper (Ignition Entertainment).

## Chiny
Oficjalną nazwą Nintendo DS w Chinach jest „iQue DS”, które zostało wydane w tym kraju 23 lipca 2005 roku. W kwietniu 2006 roku cena iQue DS wynosiła 980 juanów (ok. 130 dolarów amerykańskich). iQue DS jest zgodny ze wszystkimi wersjami językowymi każdej gry oraz zawiera chiński zestaw znaków, nieobecny w innych wersjach konsoli. Nowy iQue DS zawiera zaktualizowane oprogramowanie blokujące użycie urządzenia PassMe oraz Red DS.

### Gry wydania chińskiego
- Zhi Gan Yi Bi (Polarium) (Nintendo/iQue)
- Momo Waliou Zhizao (WarioWare: Touched!) (Nintendo/iQue)